# Monika Dachs
Monika Dachs (* 1958) ist eine österreichische Kunsthistorikerin.

## Leben
Sie war von 1982 bis 1986 Studienassistentin (Vollzeit) an der Universität Wien. Nach der Promotion 1986 wurde sie 1987 zur Lektorin ernannt. Von 1986 bis 1998 war sie Assistentin. Von 1998 bis 2004 war sie Assistenzprofessorin. Nach der Habilitation 2004 wurde sie zur außerordentlichen Universitätsprofessorin ernannt.
Ihre Forschungsschwerpunkte sind italienische Malerei und Zeichnung des Spätmittelalters, Zeichnung und Druckgraphik der Neuzeit sowie österreichische Barockmalerei.